# Ганна Еберг
Ганна Еберг (швед. Hanna Öberg; нар. 2 листопада 1995, Кіруна) — шведська біатлоністка, олімпійська чемпіонка, чемпіонка світу. Старша сестра біатлоністки Ельвіри Еберг.
Золоту олімпійську медаль та звання олімпійської чемпіонки Еберг здобула на Пхьончханській олімпіаді 2018 року в індивідуальній гонці. На тій же Олімпіаді вона у складі збірної Швеції виборола срібло в естафеті 4х6 км. 
Чемпіонкою світу вона стала на світовій першості 2019 року, що проходила в Естерсунді, в індивідуальній гонці на 15 км. Ще дві медалі, срібну та бронзову, вона здобула в складі естафетних команд.
За підсумками сезону 2018—2019 Еберг здобула малий кришталевий глобус у заліку масстартів.

## Виступи на Олімпійських іграх
| Рік  | Місце проведення          | Інд | Спр | Пр | МС | Ест | ЗМ |
| ---- | ------------------------- | --- | --- | -- | -- | --- | -- |
| 2018 | Пхьончхан, Південна Корея | 1   | 7   | 5  | 5  | 2   | 11 |
| 2022 | Пекін, Китай              | 16  | 19  | 18 | 25 | 1   | 4  |

## Виступи на чемпіонатах світу
| Рік  | Місце проведення    | Інд | Спр | Пр | МС | Ест | ЗМ | ОЗМ |
| ---- | ------------------- | --- | --- | -- | -- | --- | -- | --- |
| 2017 | Гохфільцен, Австрія | 55  | 40  | 49 | —  | 6   | 6  | Н/Д |
| 2019 | Естерсунд, Швеція   | 1   | 4   | 5  | 4  | 2   | 5  | 3   |
| 2020 | Антерсельва, Італія | 4   | 18  | 4  | 3  | 5   | 11 | 4   |
| 2021 | Поклюка, Словенія   | 2   | 10  | 13 | 7  | 5   | 3  | 3   |
| 2023 | Обергоф, Німеччина  | 1   | 2   | 12 | —  | —   | 9  | —   |

## Статистика кубка світу
У таблиці наведено статистику виступів біатлоніста в Кубку світу.
- Місця 1–3: кількість подіумів
- Чільна 10: кількість фінішів у першій десятці
- В очках: кількість виступів, на яких біатлоніст здобував очки
- Старти: кількість стартів
- Естафета: включно зі змішаною

| Місця                            | Індивід. | Спринт | Персьют | Мас-старт | Естафета | Разом |
| -------------------------------- | -------- | ------ | ------- | --------- | -------- | ----- |
| 1                                | 1        |        |         | 1         |          | 2     |
| 2                                |          |        |         |           | 2        | 2     |
| 3                                |          | 2      | 2       |           | 2        | 6     |
| Чільна 10                        | 3        | 5      | 5       | 6         | 19       | 38    |
| В очках                          | 5        | 12     | 11      | 6         | 19       | 53    |
| Стартів                          | 6        | 18     | 13      | 6         | 19       | 62    |
| Станом на: Кінець сезону 2018/19 |          |        |         |           |          |       |

### Подіуми на етапах кубків світу
| Сезон   | Етап           | Вид гонки                 | Місце |
| ------- | -------------- | ------------------------- | ----- |
| 2019–20 | Естерсунд      | Естафета                  | 3-є   |
| 2019–20 | Естерсунд      | Одиночна змішана естафета | 1-е   |
| 2019–20 | Гохфільцен     | Гонка-переслідування      | 2-е   |
| 2019–20 | Обергоф        | Естафета                  | 2-е   |
| 2019–20 | Рупольдінг     | Спринт                    | 2-е   |
| 2019–20 | Рупольдінг     | Гонка-переслідування      | 3-є   |
| 2019–20 | Поклюка        | Індивідуальна гонка       | 2-е   |
| 2019–20 | Поклюка        | Мас-старт                 | 1-е   |
| 2019–20 | Антерсельва    | Мас-старт                 | 3-є   |
| 2019–20 | Нове Место     | Мас-старт                 | 2-е   |
| 2020–21 | Контіолахті    | Спринт                    | 1-е   |
| 2020–21 | Контіолахті    | Спринт                    | 1-е   |
| 2020–21 | Контіолахті    | Гонка-переслідування      | 3-є   |
| 2020–21 | Контіолахті    | Естафета                  | 1-е   |
| 2020–21 | Гохфільцен     | Естафета                  | 3-є   |
| 2020–21 | Гохфільцен     | Гонка-переслідування      | 2-е   |
| 2020–21 | Обергоф        | Спринт                    | 2-е   |
| 2020–21 | Обергоф        | Одиночна змішана естафета | 2-е   |
| 2020–21 | Обергоф        | Мас-старт                 | 3-є   |
| 2020–21 | Обергоф        | Естафета                  | 3-є   |
| 2020–21 | Антерсельва    | Мас-старт                 | 2-е   |
| 2020–21 | Поклюка        | Індивідуальна гонка       | 2-е   |
| 2020–21 | Поклюка        | Змішана естафета          | 3-є   |
| 2020–21 | Поклюка        | Одиночна змішана естафета | 3-є   |
| 2020–21 | Нове Место     | Естафета                  | 1-е   |
| 2021–22 | Естерсунд      | Спринт                    | 1-е   |
| 2021–22 | Естерсунд      | Естафета                  | 3-є   |
| 2021–22 | Гохфільцен     | Естафета                  | 1-е   |
| 2021–22 | Ле-Гран-Борнан | Гонка-переслідування      | 3-є   |
| 2021–22 | Обергоф        | Гонка-переслідування      | 2-е   |
| 2021–22 | Рупольдінг     | Гонка-переслідування      | 3-є   |
| 2021–22 | Пекін          | Естафета                  | 1-е   |
| 2021–22 | Контіолахті    | Естафета                  | 2-е   |
| 2021–22 | Отепяе         | Одиночна змішана естафета | 2-е   |
| 2022–23 | Контіолахті    | Індивідуальна гонка       | 1-е   |
| 2022–23 | Контіолахті    | Естафета                  | 1-е   |
| 2022–23 | Гохфільцен     | Естафета                  | 2-е   |
| 2022–23 | Антерсельва    | Естафета                  | 1-е   |
| 2022–23 | Обергоф        | Спринт                    | 2-е   |
| 2022–23 | Обергоф        | Індивідуальна гонка       | 1-е   |